# Nueva Zelanda en la Copa Mundial de Fútbol Sub-20 de 2015
La selección de Nueva Zelanda fue uno de los 24 equipos participantes de la Copa Mundial de Fútbol Sub-20 de 2015, que tuvo lugar entre el 30 de mayo y el 20 de julio. Al ser organizador del torneo, clasificó automáticamente y no participó en el Campeonato Sub-20 de la OFC 2014. Significó la cuarta participación para el país en el campeonato de la categoría y la tercera aparición consecutiva.
Los Junior All Whites fueron sorteados en el grupo A junto con Ucrania, los Estados Unidos y Birmania. Después de igualar con los ucranianos 0:0 y de perder con los estadounidenses 4:0, Nueva Zelanda obtuvo su primer triunfo en un Mundial Sub-20 al vencer a Birmania por 5:1. Gracias al resultado, clasificó por primera vez a los octavos de final. En dicha instancia cayó ante Portugal 2:1, siendo eliminada del torneo.

## Preparación

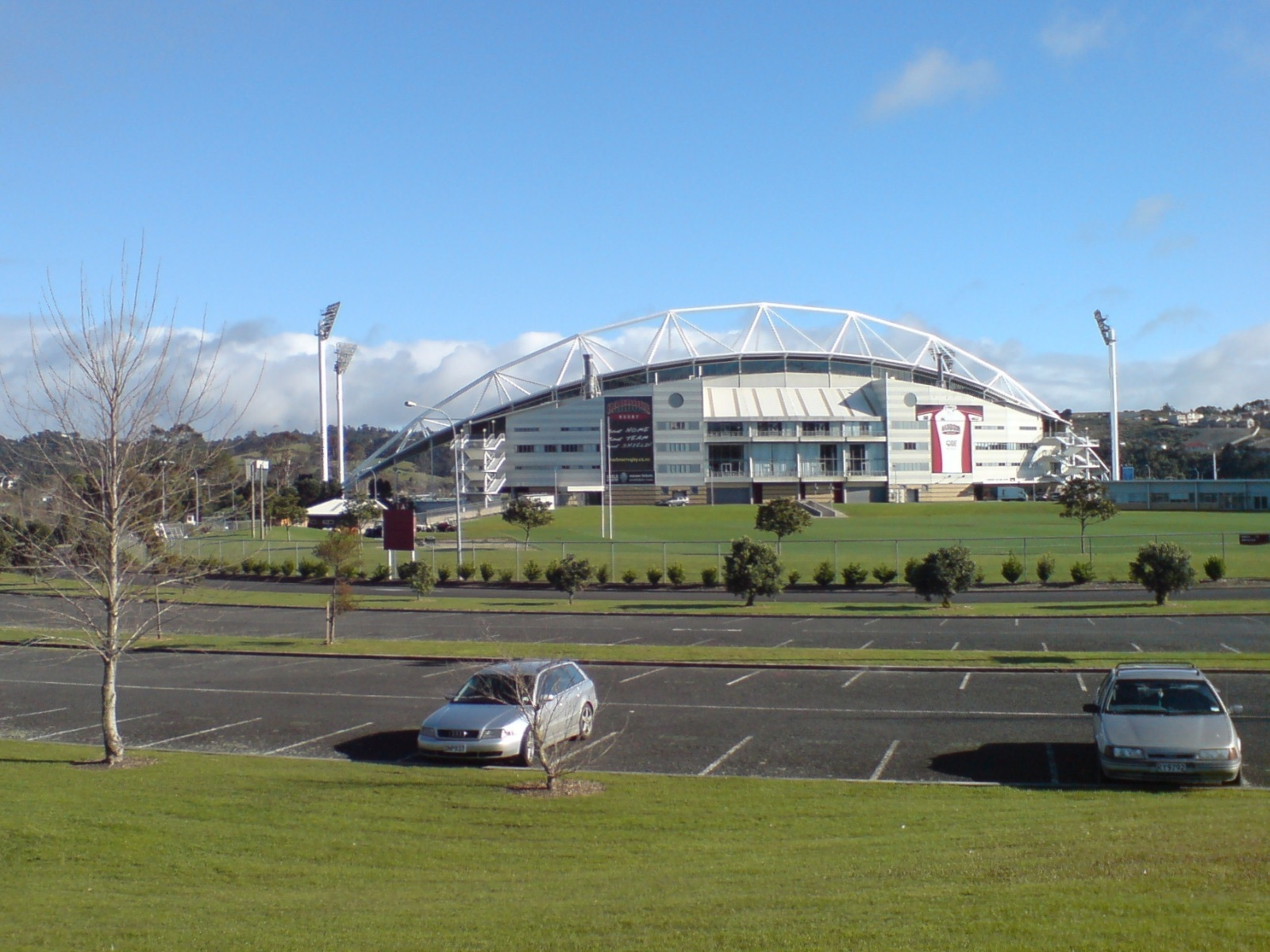
El Estadio North Harbour, donde el Wanderers jugó de local durante sus dos años de existencia.

La FIFA le otorgó a Nueva Zelanda la organización del campeonato el 4 de marzo de 2011. La Asociación de Fútbol de Nueva Zelanda hizo ingresar en 2013 a un equipo de jugadores elegibles para disputar el Mundial bajo el nombre de Wanderers a la ASB Premiership, primera división del sistema de ligas del país oceánico, con el fin de aumentar la competitividad de la selección. Aunque en su primera temporada el elenco terminó último con apenas una victoria y dos empates en 14 partidos, en la siguiente y última se posicionó séptimo de nueve equipos, con cinco partidos ganados y dos igualados en 16 encuentros disputados.
Al no competir en el Campeonato Sub-20 de la OFC 2014, los Junior All Whites disputaron múltiples amistosos. En mayo de 2014 enfrentaron a Fiyi en dos ocasiones, ganando 5:0 y 4:1; y después a Papúa Nueva Guinea, a quien derrotaron 12:1. En junio afrontaron un torneo en Chengdú, China que involucraba a la selección local, Brasil y Croacia. A pesar de caer ante China por 1:0 y frente a Croacia por 2:1, Nueva Zelanda logró empatar con el seleccionado brasileño 0:0. Más tarde ese año compitió en un cuadrangular en Doha, Catar. Perdió con la selección anfitriona 4:0 y con Chile 1:0, mientras que venció a Marruecos 3:1. Al posicionarse tercero, disputó el encuentro por la tercera colocación ante el combinado marroquí, donde cayó por 3:0.
En abril de 2015 el combinado emprendió un viaje a Uzbekistán donde enfrentó al equipo uzbeko en dos oportunidades. El primer partido, disputado en Ferganá, lo perdió por 1:0. El segundo, que tuvo lugar en Taskent, terminó también en derrota por 2:1. Ya en terreno propio, Nueva Zelanda afrontó otro campeonato de carácter amistoso, en el que cayó ante Australia 3:2, venció a Panamá 2:1 y perdió con Catar 2:0. Los últimos dos partidos preparativos fueron caídas para el elenco neozelandés, 2:1 a manos de Honduras y 4:2 ante Austria.

### Enfrentamientos previos
| Fecha                    | Lugar     |               |                                       | Resultado  |                               |                    |
| ------------------------ | --------- | ------------- | ------------------------------------- | ---------- | ----------------------------- | ------------------ |
| 4 de mayo de 2014        | Auckland  | Nueva Zelanda | Bandera de Nueva Zelanda              | 5:0 (3:0)  | Bandera de Fiyi               | Fiyi               |
| 6 de mayo de 2014        | Auckland  | Nueva Zelanda | Bandera de Nueva Zelanda              | 4:1 (2:0)  | Bandera de Fiyi               | Fiyi               |
| 8 de mayo de 2014        | Auckland  | Nueva Zelanda | Bandera de Nueva Zelanda              | 12:1 (5:0) | Bandera de Papúa Nueva Guinea | Papúa Nueva Guinea |
| 4 de junio de 2014       | Chengdú   | China         | Bandera de la República Popular China | 1:0 (1:0)  | Bandera de Nueva Zelanda      | Nueva Zelanda      |
| 6 de junio de 2014       | Chengdú   | Nueva Zelanda | Bandera de Nueva Zelanda              | 0:0        | Bandera de Brasil             | Brasil             |
| 8 de junio de 2014       | Chengdú   | Nueva Zelanda | Bandera de Nueva Zelanda              | 1:2 (1:1)  | Bandera de Croacia            | Croacia            |
| 3 de septiembre de 2014  | Doha      | Catar         | Bandera de Catar                      | 4:0 (1:0)  | Bandera de Nueva Zelanda      | Nueva Zelanda      |
| 5 de septiembre de 2014  | Doha      | Nueva Zelanda | Bandera de Nueva Zelanda              | 0:1 (0:0)  | Bandera de Chile              | Chile              |
| 7 de septiembre de 2014  | Doha      | Marruecos     | Bandera de Marruecos                  | 1:3 (0:2)  | Bandera de Nueva Zelanda      | Nueva Zelanda      |
| 10 de septiembre de 2014 | Doha      | Nueva Zelanda | Bandera de Nueva Zelanda              | 0:3 (0:1)  | Bandera de Marruecos          | Marruecos          |
| 4 de abril de 2015       | Ferganá   | Uzbekistán    | Bandera de Uzbekistán                 | 1:0 (1:0)  | Bandera de Nueva Zelanda      | Nueva Zelanda      |
| 6 de abril de 2015       | Taskent   | Uzbekistán    | Bandera de Uzbekistán                 | 2:1 (1:0)  | Bandera de Nueva Zelanda      | Nueva Zelanda      |
| 3 de mayo de 2015        | Auckland  | Nueva Zelanda | Bandera de Nueva Zelanda              | 2:3 (2:1)  | Bandera de Australia          | Australia          |
| 7 de mayo de 2015        | Auckland  | Nueva Zelanda | Bandera de Nueva Zelanda              | 2:1 (1:1)  | Bandera de Panamá             | Panamá             |
| 10 de mayo de 2015       | Hamilton  | Nueva Zelanda | Bandera de Nueva Zelanda              | 0:2 (0:1)  | Bandera de Catar              | Catar              |
| 21 de mayo de 2015       | Warkworth | Nueva Zelanda | Bandera de Nueva Zelanda              | 1:2 (1:1)  | Bandera de Honduras           | Honduras           |
| 24 de mayo de 2015       | Auckland  | Nueva Zelanda | Bandera de Nueva Zelanda              | 2:4 (1:3)  | Bandera de Austria            | Austria            |

## Jugadores
El entrenador inglés Darren Bazeley anunció a los 21 futbolistas que disputarían el torneo el 14 de mayo de 2015. Bill Tuiloma, jugador del Olympique de Marsella francés fue elegido como capitán. Además de él, otros tres jugadores se desempeñaban en clubes europeos: Jesse Edge, del Vicenza italiano, Monty Patterson, del Ipswich Town y Nik Tzanev del Brentford, ambos de Inglaterra. La lista de futbolistas profesionales la completaban Alex Rufer y Matthew Ridenton, quienes se desempeñaban en el Wellington Phoenix, único equipo profesional del país que compite en la A-League de Australia. Además, Oliver Sail, Joel Stevens y Andrew Blake formaban parte del WeeNix, equipo filial que compite en la ASB Premiership.
Además, diez jugadores provenían del Wanderers, el equipo formado para aumentar la competitividad del seleccionado en el torneo; y dos, Cory Brown y Stuart Holthusen, de clubes universitarios estadounidenses. Seis integrantes ya habían disputado al menos un partido con el seleccionado mayor: Tuiloma, Stevens, Ridenton, Deklan Wynne, Moses Dyer y Clayton Lewis.
| #     | Nombre               | Posición         | Edad | Club                    |
| ----- | -------------------- | ---------------- | ---- | ----------------------- |
| 1     | Oliver Sail          | Portero          | 19   | Wellington Phoenix Res. |
| 2     | Jesse Edge           | Defensa          | 20   | Vicenza Calcio          |
| 3     | Deklan Wynne         | Defensa          | 20   | Wanderers               |
| 4     | Samuel Brotherton    | Defensa          | 18   | Wanderers               |
| 5     | Adam Mitchell        | Defensa          | 18   | Wanderers               |
| 6     | Bill Tuiloma         | Mediocampista    | 20   | Olympique de Marsella   |
| 7     | Joel Stevens         | Delantero        | 20   | Wellington Phoenix Res. |
| 8     | Moses Dyer           | Mediocampista    | 19   | Wanderers               |
| 9     | Alex Rufer           | Mediocampista    | 18   | Wellington Phoenix      |
| 10    | Clayton Lewis        | Mediocampista    | 18   | Wanderers               |
| 11    | Matthew Ridenton     | Mediocampista    | 19   | Wellington Phoenix      |
| 12    | Nik Tzanev           | Portero          | 18   | Brentford               |
| 13    | Brock Messenger      | Defensa          | 19   | Wanderers               |
| 14    | Cory Brown           | Defensa          | 19   | Xavier Musketeers       |
| 15    | Monty Patterson      | Delantero        | 18   | Ipswich Town            |
| 16    | Te A. Hudson-Wihongi | Mediocampista    | 20   | Wanderers               |
| 17    | Andrew Blake         | Mediocampista    | 19   | Wellington Phoenix Res. |
| 18    | Andre de Jong        | Mediocampista    | 18   | Wanderers               |
| 19    | Stuart Holthusen     | Delantero        | 19   | Akron Zips              |
| 20    | Noah Billingsley     | Delantero        | 17   | Wanderers               |
| 21    | Damian Hirst         | Portero          | 19   | Wanderers               |
| D. T. | Darren Bazeley       | Director técnico | 42   | Bandera de Inglaterra   |

## Participación

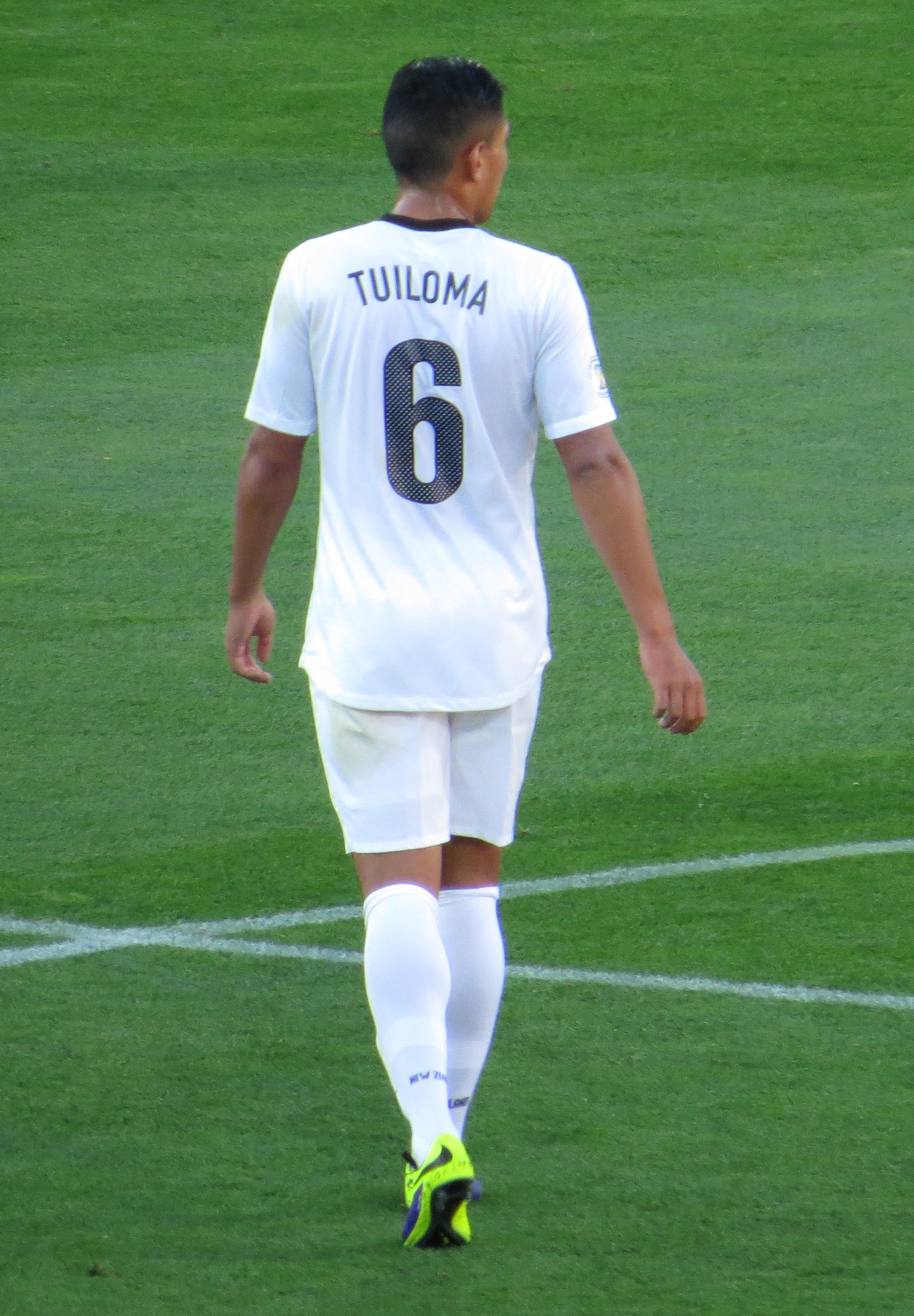
Bill Tuiloma fue el capitán del seleccionado neozelandés en los cuatro partidos disputados.

En el primer partido, disputado el 30 de mayo en el estadio North Harbour de Auckland y que representó el juego inaugural del torneo, Nueva Zelanda enfrentó a Ucrania. En el primer tiempo el elenco europeo demostró su dominio, aunque los kiwis tuvieron algunas llegadas. Con el mismo panorama en la segunda etapa, el arquero neozelandés Oliver Sail se destacó con algunas intervenciones, mientras que Clayton Lewis y Samuel Brotherton desaprovecharon las chances que Nueva Zelanda tuvo, por lo que el partido terminó igualado 0:0.
El 2 de junio en el mismo estadio, los Junior All Whites jugaron ante los Estados Unidos. A los 6 minutos de comenzado el encuentro, los estadounidenses se pusieron en ventaja por medio de Rubio Rubin y volvieron a marcar a los 33 luego de un remate de Emerson Hyndman. En la segunda mitad Nueva Zelanda tuvo las mismas dificultades para imponer su juego y encajó dos goles más, a los 58 marcó Paul Arriola y a los 83 Rubio Rubin, sellando el 4:0 definitivo a favor de los norteamericanos.
Con los resultados obtenidos, los neozelandeses llegaban al último partido frente a Birmania con la necesidad de ganar para mantener vivas sus chances de avanzar a los octavos de final. El partido, que tuvo lugar el 5 de junio en el Estadio Westpac de Wellington, comenzó de manera adversa. Los birmanos marcaron a los 28 minutos y a los 34 estrellaron un tiro en el travesaño; sin embargo, a falta de poco para finalizar la primera etapa, Deklan Wynne centró para Noah Billingsley, quien anotó el empate. En el segundo tiempo, a los 2 minutos una combinación de pases dentro del área birmana derivó en el gol de Monty Patterson. A partir de allí, Nueva Zelanda comenzó a dominar el partido y extendió su ventaja por medio de Joel Stevens, Brotherton y Clayton Lewis. Con el marcador final de 5:1, los neozelandeses se posicionaron terceros con cuatro puntos.
Como uno de los cuatro mejores terceros, los Junior All Whites clasificaron a la siguiente instancia. Fue la primera vez que el seleccionado lo logró tras ser eliminado en la fase de grupos en sus otras tres participaciones. El hecho fue descrito como «histórico» por parte de la prensa deportiva del país. El encuentro por los octavos de final ante Portugal, que había sido primero en el grupo C, fue disputado en el Waikato Stadium de Hamilton el 11 de junio. A los 24 minutos los lusitanos se pusieron en ventaja y contaron con múltiples chances para volver a marcar, sin embargo no lograron concretarlas. En la segunda mitad, el dominio de los europeos disminuyó y a los 64 Stuart Holthusen, que había ingresado dos minutos antes por Rufer, marcó el gol de la igualdad. Con el elenco neozelandés mejor asentado en la cancha, a falta de unos pocos minutos para finalizar el partido, Portugal convirtió y volvió a ponerse en ventaja, esta vez definitiva. Con el 2:1, los kiwis quedaron eliminados de la competición.

### Primera fase
| Equipo         | Pts | PJ | PG | PE | PP | GF | GC | Dif |
| -------------- | --- | -- | -- | -- | -- | -- | -- | --- |
| Ucrania        | 7   | 3  | 2  | 1  | 0  | 9  | 0  | 9   |
| Estados Unidos | 6   | 3  | 2  | 0  | 1  | 6  | 4  | 2   |
| Nueva Zelanda  | 4   | 3  | 1  | 1  | 1  | 5  | 5  | 0   |
| Birmania       | 0   | 3  | 0  | 0  | 3  | 2  | 13 | -11 |

| 1     | Guardameta     | Oliver Sail       |     |
| 2     | Defensa        | Jesse Edge        |     |
| 5     | Defensa        | Adam Mitchell     |     |
| 4     | Defensa        | Samuel Brotherton |     |
| 3     | Defensa        | Deklan Wynne      |     |
| 8     | Centrocampista | Moses Dyer        |     |
| 6     | Centrocampista | Bill Tuiloma      | 81' |
| 7     | Centrocampista | Joel Stevens      | 73' |
| 11    | Centrocampista | Matthew Ridenton  |     |
| 10    | Centrocampista | Clayton Lewis     |     |
| 9     | Delantero      | Alex Rufer        | 64' |
| D. T. | D. T.          | Darren Bazeley    |     |

| 12    | Guardameta     | Bohda Sarnavskyi   |       |
| 2     | Defensa        | Taras Kacharaba    |       |
| 4     | Defensa        | Mykyta Burda       |       |
| 7     | Defensa        | Yevhen Chumak      |       |
| 8     | Defensa        | Pavlo Polehenko    |       |
| 9     | Centrocampista | Vladyslav Kabaiev  |       |
| 10    | Centrocampista | Artem Biesiedin    | 90+3' |
| 15    | Centrocampista | Mykyta Tatarkov    | 90'   |
| 17    | Centrocampista | Viktor Kovalenko   |       |
| 18    | Delantero      | Eduard Sobol       |       |
| 21    | Delantero      | Ihor Kharatin      | 82'   |
| D. T. | D. T.          | Oleksandr Petrakov |       |

| 20 | Delantero      | Noah Billingsley          | 64' |
| 15 | Delantero      | Monty Patterson           | 73' |
| 16 | Centrocampista | Te Atawhai Hudson-Wihongi | 81' |

| 6  | Defensa        | Viacheslav Tankovskyi | 82'   |
| 20 | Centrocampista | Yevhenii Nemtinov     | 90'   |
| 9  | Delantero      | Roman Yaromchuk       | 90+3' |

| Amonestado | 67' | Samuel Brotherton |

| Árbitro             | Mauro Vigliano      |
| Árbitros asistentes | Ezequiel Brailovsky |
| Árbitros asistentes | Iván Núñez          |
| Cuarto árbitro      | Roddy Zambrano      |

| 1     | Guardameta     | Oliver Sail       |     |
| 2     | Defensa        | Jesse Edge        |     |
| 5     | Defensa        | Adam Mitchell     |     |
| 4     | Defensa        | Samuel Brotherton |     |
| 3     | Defensa        | Deklan Wynne      |     |
| 8     | Centrocampista | Moses Dyer        |     |
| 6     | Centrocampista | Bill Tuiloma      | 81' |
| 7     | Centrocampista | Joel Stevens      | 73' |
| 11    | Centrocampista | Matthew Ridenton  |     |
| 10    | Centrocampista | Clayton Lewis     |     |
| 9     | Delantero      | Alex Rufer        | 64' |
| D. T. | D. T.          | Darren Bazeley    |     |

| 12    | Guardameta     | Bohda Sarnavskyi   |       |
| 2     | Defensa        | Taras Kacharaba    |       |
| 4     | Defensa        | Mykyta Burda       |       |
| 7     | Defensa        | Yevhen Chumak      |       |
| 8     | Defensa        | Pavlo Polehenko    |       |
| 9     | Centrocampista | Vladyslav Kabaiev  |       |
| 10    | Centrocampista | Artem Biesiedin    | 90+3' |
| 15    | Centrocampista | Mykyta Tatarkov    | 90'   |
| 17    | Centrocampista | Viktor Kovalenko   |       |
| 18    | Delantero      | Eduard Sobol       |       |
| 21    | Delantero      | Ihor Kharatin      | 82'   |
| D. T. | D. T.          | Oleksandr Petrakov |       |

| 20 | Delantero      | Noah Billingsley          | 64' |
| 15 | Delantero      | Monty Patterson           | 73' |
| 16 | Centrocampista | Te Atawhai Hudson-Wihongi | 81' |

| 6  | Defensa        | Viacheslav Tankovskyi | 82'   |
| 20 | Centrocampista | Yevhenii Nemtinov     | 90'   |
| 9  | Delantero      | Roman Yaromchuk       | 90+3' |

| Amonestado | 67' | Samuel Brotherton |

| Árbitro             | Mauro Vigliano      |
| Árbitros asistentes | Ezequiel Brailovsky |
| Árbitros asistentes | Iván Núñez          |
| Cuarto árbitro      | Roddy Zambrano      |

| 1     | Guardameta     | Oliver Sail       |     |
| 2     | Defensa        | Jesse Edge        |     |
| 5     | Defensa        | Adam Mitchell     |     |
| 4     | Defensa        | Samuel Brotherton |     |
| 3     | Defensa        | Deklan Wynne      |     |
| 8     | Centrocampista | Moses Dyer        |     |
| 6     | Centrocampista | Bill Tuiloma      |     |
| 7     | Centrocampista | Joel Stevens      | 62' |
| 11    | Centrocampista | Matthew Ridenton  | 45' |
| 10    | Centrocampista | Clayton Lewis     |     |
| 20    | Delantero      | Noah Billingsley  | 82' |
| D. T. | D. T.          | Darren Bazeley    |     |

| 1     | Guardameta     | Zackary Steefen        |     |
| 17    | Defensa        | Desevio Payne          |     |
| 5     | Defensa        | Matt Miazga            |     |
| 4     | Defensa        | Cameron Carter-Vickers |     |
| 6     | Defensa        | Kellyn Perry-Acosta    |     |
| 19    | Centrocampista | Gedion Zelalem         |     |
| 15    | Centrocampista | Marco Delgado          | 86' |
| 8     | Centrocampista | Emerson Hyndman        |     |
| 7     | Delantero      | Paul Arriola           |     |
| 9     | Delantero      | Rubio Rubin            | 84' |
| 11    | Delantero      | Bradford Jamieson IV   | 62' |
| D. T. | D. T.          | Tab Ramos              |     |

| 15 | Delantero      | Monty Patterson  | 45' |
| 15 | Centrocampista | Andrew Blake     | 62' |
| 19 | Delantero      | Stuart Holthusen | 82' |

| 13 | Delantero      | Thomas Thompson | 62' |
| 3  | Defensa        | John Requejo Jr | 84' |
| 10 | Centrocampista | Joel Sonora     | 86' |

| Anotado | 6'  | Rubio Rubin     | 0 - 1 |
| Anotado | 33' | Emerson Hyndman | 0 - 2 |
| Anotado | 58' | Paul Arriola    | 0 - 3 |
| Anotado | 83' | Rubio Rubin     | 0 - 4 |

| Amonestado | 21' | Clayton Lewis |
| Amonestado | 34' | Moses Dyer    |

| Amonestado | 26' | Matt Miazga   |
| Amonestado | 29' | Desevio Payne |

| Árbitro             | Antonio Mateu Lahoz |
| Árbitros asistentes | Pau Cebrian Devis   |
| Árbitros asistentes | Roberto Díaz Pérez  |
| Cuarto árbitro      | Dias Artur          |

| 1     | Guardameta     | Oliver Sail       |     |
| 2     | Defensa        | Jesse Edge        |     |
| 5     | Defensa        | Adam Mitchell     |     |
| 4     | Defensa        | Samuel Brotherton |     |
| 3     | Defensa        | Deklan Wynne      |     |
| 8     | Centrocampista | Moses Dyer        |     |
| 6     | Centrocampista | Bill Tuiloma      |     |
| 7     | Centrocampista | Joel Stevens      | 62' |
| 11    | Centrocampista | Matthew Ridenton  | 45' |
| 10    | Centrocampista | Clayton Lewis     |     |
| 20    | Delantero      | Noah Billingsley  | 82' |
| D. T. | D. T.          | Darren Bazeley    |     |

| 1     | Guardameta     | Zackary Steefen        |     |
| 17    | Defensa        | Desevio Payne          |     |
| 5     | Defensa        | Matt Miazga            |     |
| 4     | Defensa        | Cameron Carter-Vickers |     |
| 6     | Defensa        | Kellyn Perry-Acosta    |     |
| 19    | Centrocampista | Gedion Zelalem         |     |
| 15    | Centrocampista | Marco Delgado          | 86' |
| 8     | Centrocampista | Emerson Hyndman        |     |
| 7     | Delantero      | Paul Arriola           |     |
| 9     | Delantero      | Rubio Rubin            | 84' |
| 11    | Delantero      | Bradford Jamieson IV   | 62' |
| D. T. | D. T.          | Tab Ramos              |     |

| 15 | Delantero      | Monty Patterson  | 45' |
| 15 | Centrocampista | Andrew Blake     | 62' |
| 19 | Delantero      | Stuart Holthusen | 82' |

| 13 | Delantero      | Thomas Thompson | 62' |
| 3  | Defensa        | John Requejo Jr | 84' |
| 10 | Centrocampista | Joel Sonora     | 86' |

| Anotado | 6'  | Rubio Rubin     | 0 - 1 |
| Anotado | 33' | Emerson Hyndman | 0 - 2 |
| Anotado | 58' | Paul Arriola    | 0 - 3 |
| Anotado | 83' | Rubio Rubin     | 0 - 4 |

| Amonestado | 21' | Clayton Lewis |
| Amonestado | 34' | Moses Dyer    |

| Amonestado | 26' | Matt Miazga   |
| Amonestado | 29' | Desevio Payne |

| Árbitro             | Antonio Mateu Lahoz |
| Árbitros asistentes | Pau Cebrian Devis   |
| Árbitros asistentes | Roberto Díaz Pérez  |
| Cuarto árbitro      | Dias Artur          |

| 1     | Guardameta     | Myo Min Latt       |     |
| 3     | Defensa        | Htilke Htilke Aung |     |
| 4     | Defensa        | Naing Lin Tun      |     |
| 5     | Defensa        | Nanda Kyaw         |     |
| 14    | Defensa        | Nan Wai Min        |     |
| 6     | Centrocampista | Kyaw Min Oo        |     |
| 11    | Centrocampista | Mg Mg Lwin         |     |
| 15    | Centrocampista | Yan Naing Oo       |     |
| 16    | Centrocampista | Myo Ko Tun         |     |
| 8     | Delantero      | Maung Maung Soe    | 65' |
| 9     | Delantero      | Aung Thu           |     |
| D. T. | D. T.          | Gerd Zeise         |     |

| 12    | Guardameta     | Nik Tzanev                |     |
| 13    | Defensa        | Brock Messenger           | 77' |
| 6     | Defensa        | Bill Tuiloma              |     |
| 4     | Defensa        | Samuel Brotherton         |     |
| 3     | Defensa        | Deklan Wynne              |     |
| 8     | Centrocampista | Moses Dyer                |     |
| 16    | Centrocampista | Te Atawhai Hudson-Wihongi |     |
| 20    | Centrocampista | Noah Billingsley          | 84' |
| 11    | Centrocampista | Monty Patterson           | 68' |
| 10    | Centrocampista | Clayton Lewis             |     |
| 9     | Delantero      | Alex Rufer                |     |
| D. T. | D. T.          | Darren Bazeley            |     |

| 10 | Delantero | Than Paing | 65' |

| 17 | Centrocampista | Andrew Blake  | 68' |
| 7  | Delantero      | Joel Stevens  | 77' |
| 18 | Centrocampista | Andre de Jong | 84' |

| Anotado | 28' | Aung Thu | 1 - 0 |

| Anotado | 40' | Noah Billingsley  | 1 - 1 |
| Anotado | 47' | Monty Patterson   | 1 - 2 |
| Anotado | 78' | Joel Stevens      | 1 - 3 |
| Anotado | 81' | Samuel Brotherton | 1 - 4 |
| Anotado | 89' | Clayton Lewis     | 1 - 5 |

| Amonestado | 90+1' | Naing Lin Tun |

| Amonestado | 70' | Clayton Lewis |

| Árbitro             | John Pittí       |
| Árbitros asistentes | Juan Baines      |
| Árbitros asistentes | Gabriel Victoria |
| Cuarto árbitro      | Armando Castro   |

| 1     | Guardameta     | Myo Min Latt       |     |
| 3     | Defensa        | Htilke Htilke Aung |     |
| 4     | Defensa        | Naing Lin Tun      |     |
| 5     | Defensa        | Nanda Kyaw         |     |
| 14    | Defensa        | Nan Wai Min        |     |
| 6     | Centrocampista | Kyaw Min Oo        |     |
| 11    | Centrocampista | Mg Mg Lwin         |     |
| 15    | Centrocampista | Yan Naing Oo       |     |
| 16    | Centrocampista | Myo Ko Tun         |     |
| 8     | Delantero      | Maung Maung Soe    | 65' |
| 9     | Delantero      | Aung Thu           |     |
| D. T. | D. T.          | Gerd Zeise         |     |

| 12    | Guardameta     | Nik Tzanev                |     |
| 13    | Defensa        | Brock Messenger           | 77' |
| 6     | Defensa        | Bill Tuiloma              |     |
| 4     | Defensa        | Samuel Brotherton         |     |
| 3     | Defensa        | Deklan Wynne              |     |
| 8     | Centrocampista | Moses Dyer                |     |
| 16    | Centrocampista | Te Atawhai Hudson-Wihongi |     |
| 20    | Centrocampista | Noah Billingsley          | 84' |
| 11    | Centrocampista | Monty Patterson           | 68' |
| 10    | Centrocampista | Clayton Lewis             |     |
| 9     | Delantero      | Alex Rufer                |     |
| D. T. | D. T.          | Darren Bazeley            |     |

| 10 | Delantero | Than Paing | 65' |

| 17 | Centrocampista | Andrew Blake  | 68' |
| 7  | Delantero      | Joel Stevens  | 77' |
| 18 | Centrocampista | Andre de Jong | 84' |

| Anotado | 28' | Aung Thu | 1 - 0 |

| Anotado | 40' | Noah Billingsley  | 1 - 1 |
| Anotado | 47' | Monty Patterson   | 1 - 2 |
| Anotado | 78' | Joel Stevens      | 1 - 3 |
| Anotado | 81' | Samuel Brotherton | 1 - 4 |
| Anotado | 89' | Clayton Lewis     | 1 - 5 |

| Amonestado | 90+1' | Naing Lin Tun |

| Amonestado | 70' | Clayton Lewis |

| Árbitro             | John Pittí       |
| Árbitros asistentes | Juan Baines      |
| Árbitros asistentes | Gabriel Victoria |
| Cuarto árbitro      | Armando Castro   |

### Octavos de final
| 12    | Guardameta     | André Moreira   |       |
| 3     | Defensa        | João Nunes      |       |
| 5     | Defensa        | Rafa            |       |
| 13    | Defensa        | Riquicho        |       |
| 20    | Defensa        | Domingos Duarte |       |
| 6     | Centrocampista | Tomás           |       |
| 7     | Centrocampista | Raphael Guzzo   | 79'   |
| 10    | Centrocampista | Rony Lopes      |       |
| 9     | Delantero      | André Silva     |       |
| 18    | Delantero      | Gelson Martins  | 90+1' |
| 20    | Delantero      | Gonçalo Guedes  | 68'   |
| D. T. | D. T.          | Helio Sousa     |       |

| 12    | Guardameta     | Nik Tzanev                |       |
| 17    | Defensa        | Andrew Blake              |       |
| 6     | Defensa        | Bill Tuiloma              | 90+2' |
| 4     | Defensa        | Samuel Brotherton         |       |
| 14    | Defensa        | Cory Brown                |       |
| 8     | Centrocampista | Moses Dyer                |       |
| 16    | Centrocampista | Te Atawhai Hudson-Wihongi |       |
| 20    | Centrocampista | Noah Billingsley          | 76'   |
| 11    | Centrocampista | Monty Patterson           |       |
| 3     | Centrocampista | Deklan Wynne              |       |
| 9     | Delantero      | Alex Rufer                | 62'   |
| D. T. | D. T.          | Darren Bazeley            |       |

| 17 | Delantero      | Ivo     | 68'   |
| 15 | Centrocampista | Estrela | 79'   |
| 16 | Centrocampista | Bikel   | 90+1' |

| 19 | Delantero      | Stuart Holthusen | 62'   |
| 7  | Delantero      | Joel Stevens     | 76'   |
| 18 | Centrocampista | Andre de Jong    | 90+2' |

| Anotado | 24' | Raphael Guzzo  | 1 - 0 |
| Anotado | 87' | Gelson Martins | 2 - 1 |

| Anotado | 64' | Stuart Holthusen | 1 - 1 |

| Amonestado | 1' | Domingos Duarte |

| Árbitro             | Kim Jong-Hyeok  |
| Árbitros asistentes | Yoon Kwangyeol  |
| Árbitros asistentes | Yang Byoung Eun |
| Cuarto árbitro      | Ryuji Sato      |

| 12    | Guardameta     | André Moreira   |       |
| 3     | Defensa        | João Nunes      |       |
| 5     | Defensa        | Rafa            |       |
| 13    | Defensa        | Riquicho        |       |
| 20    | Defensa        | Domingos Duarte |       |
| 6     | Centrocampista | Tomás           |       |
| 7     | Centrocampista | Raphael Guzzo   | 79'   |
| 10    | Centrocampista | Rony Lopes      |       |
| 9     | Delantero      | André Silva     |       |
| 18    | Delantero      | Gelson Martins  | 90+1' |
| 20    | Delantero      | Gonçalo Guedes  | 68'   |
| D. T. | D. T.          | Helio Sousa     |       |

| 12    | Guardameta     | Nik Tzanev                |       |
| 17    | Defensa        | Andrew Blake              |       |
| 6     | Defensa        | Bill Tuiloma              | 90+2' |
| 4     | Defensa        | Samuel Brotherton         |       |
| 14    | Defensa        | Cory Brown                |       |
| 8     | Centrocampista | Moses Dyer                |       |
| 16    | Centrocampista | Te Atawhai Hudson-Wihongi |       |
| 20    | Centrocampista | Noah Billingsley          | 76'   |
| 11    | Centrocampista | Monty Patterson           |       |
| 3     | Centrocampista | Deklan Wynne              |       |
| 9     | Delantero      | Alex Rufer                | 62'   |
| D. T. | D. T.          | Darren Bazeley            |       |

| 17 | Delantero      | Ivo     | 68'   |
| 15 | Centrocampista | Estrela | 79'   |
| 16 | Centrocampista | Bikel   | 90+1' |

| 19 | Delantero      | Stuart Holthusen | 62'   |
| 7  | Delantero      | Joel Stevens     | 76'   |
| 18 | Centrocampista | Andre de Jong    | 90+2' |

| Anotado | 24' | Raphael Guzzo  | 1 - 0 |
| Anotado | 87' | Gelson Martins | 2 - 1 |

| Anotado | 64' | Stuart Holthusen | 1 - 1 |

| Amonestado | 1' | Domingos Duarte |

| Árbitro             | Kim Jong-Hyeok  |
| Árbitros asistentes | Yoon Kwangyeol  |
| Árbitros asistentes | Yang Byoung Eun |
| Cuarto árbitro      | Ryuji Sato      |

## Estadísticas

### Clasificación final
Simbología:

Pts: puntos acumulados.

PJ: partidos jugados.

PG: partidos ganados.

PE: partidos empatados.

PP: partidos perdidos.

GF: goles a favor.

GC: goles en contra.

Dif: diferencia de goles.

Rend: rendimiento.
| Equipo | Equipo          | Pts | PJ | PG | PE | PP | GF | GC | Dif | Rend   |
| ------ | --------------- | --- | -- | -- | -- | -- | -- | -- | --- | ------ |
| 1      | Serbia          | 16  | 7  | 5  | 1  | 1  | 10 | 4  | 6   | 75%    |
| 2      | Brasil          | 14  | 7  | 4  | 2  | 1  | 15 | 5  | 10  | 71,42% |
| 3      | Malí            | 11  | 7  | 3  | 2  | 2  | 11 | 7  | 2   | 52,38% |
| 4      | Senegal         | 8   | 7  | 2  | 2  | 3  | 6  | 14 | -6  | 38,09% |
| 5      | Alemania        | 13  | 5  | 4  | 1  | 0  | 18 | 3  | 15  | 86,7%  |
| 6      | Portugal        | 13  | 5  | 4  | 1  | 0  | 12 | 2  | 10  | 86,7%  |
| 7      | Estados Unidos  | 10  | 5  | 3  | 1  | 1  | 7  | 4  | 3   | 66,7%  |
| 8      | Uzbekistán      | 6   | 5  | 2  | 0  | 3  | 8  | 8  | 0   | 40%    |
| 9      | Ucrania         | 8   | 4  | 2  | 2  | 0  | 10 | 1  | 9   | 66,6%  |
| 10     | Ghana           | 7   | 4  | 2  | 1  | 1  | 5  | 6  | -1  | 58,3%  |
| 11     | Nigeria         | 6   | 4  | 2  | 0  | 2  | 8  | 5  | 3   | 50%    |
| 12     | Uruguay         | 5   | 4  | 1  | 2  | 1  | 3  | 3  | 0   | 41,6%  |
| 13     | Austria         | 5   | 4  | 1  | 2  | 1  | 3  | 4  | -1  | 41,6%  |
| 14     | Nueva Zelanda   | 4   | 4  | 1  | 1  | 2  | 6  | 7  | -1  | 33,3%  |
| 15     | Colombia        | 4   | 4  | 1  | 1  | 2  | 3  | 5  | -2  | 33,3%  |
| 16     | Hungría         | 3   | 4  | 1  | 0  | 3  | 7  | 7  | 0   | 25%    |
| 17     | México          | 3   | 3  | 1  | 0  | 2  | 2  | 5  | -3  | 33,3%  |
| 18     | Honduras        | 3   | 3  | 1  | 0  | 2  | 5  | 11 | -6  | 33,3%  |
| 19     | Fiyi            | 3   | 3  | 1  | 0  | 2  | 4  | 11 | -7  | 33,3%  |
| 20     | Argentina       | 2   | 3  | 0  | 2  | 1  | 4  | 5  | -1  | 22,2%  |
| 21     | Panamá          | 1   | 3  | 0  | 1  | 2  | 3  | 5  | -2  | 11,1%  |
| 22     | Catar           | 0   | 3  | 0  | 0  | 3  | 1  | 7  | -6  | 0%     |
| 23     | Birmania        | 0   | 3  | 0  | 0  | 3  | 2  | 13 | -11 | 0%     |
| 24     | Corea del Norte | 0   | 3  | 0  | 0  | 3  | 1  | 12 | -11 | 0%     |

### Participación de jugadores
Simbología:

PJ: partidos jugados.

Min.: minutos jugados.

: goles marcados.

As.: asistencias de gol.

 : amonestaciones.

: segunda amonestación y expulsión.

: expulsiones directas.

Fuente: Transfermarkt.
| #  | Nombre                    | Posición      | PJ | Min. | Anotado | As. | Amonestado | Otorgado · Otorgado otra vez · Expulsado |   |
| -- | ------------------------- | ------------- | -- | ---- | ------- | --- | ---------- | ---------------------------------------- | - |
| 2  | Jesse Edge                | Defensa       | 2  | 180  | 0       | 0   | 0          | 0                                        | 0 |
| 3  | Deklan Wynne              | Defensa       | 4  | 360  | 0       | 2   | 0          | 0                                        | 0 |
| 4  | Samuel Brotherton         | Defensa       | 4  | 360  | 1       | 0   | 1          | 0                                        | 0 |
| 5  | Adam Mitchell             | Defensa       | 2  | 180  | 0       | 0   | 0          | 0                                        | 0 |
| 6  | Bill Tuiloma              | Mediocampista | 4  | 351  | 0       | 0   | 0          | 0                                        | 0 |
| 7  | Joel Stevens              | Mediocampista | 4  | 162  | 1       | 0   | 0          | 0                                        | 0 |
| 8  | Moses Dyer                | Mediocampista | 4  | 360  | 0       | 0   | 1          | 0                                        | 0 |
| 9  | Alex Rufer                | Mediocampista | 3  | 216  | 0       | 0   | 0          | 0                                        | 0 |
| 10 | Clayton Lewis             | Mediocampista | 3  | 270  | 1       | 1   | 2          | 0                                        | 0 |
| 11 | Matthew Ridenton          | Mediocampista | 2  | 136  | 0       | 0   | 0          | 0                                        | 0 |
| 13 | Brock Messenger           | Defensa       | 1  | 77   | 0       | 0   | 0          | 0                                        | 0 |
| 14 | Cory Brown                | Defensa       | 1  | 90   | 0       | 0   | 0          | 0                                        | 0 |
| 15 | Monty Patterson           | Delantero     | 4  | 219  | 1       | 0   | 0          | 0                                        | 0 |
| 16 | Te Atawhai Hudson-Wihongi | Mediocampista | 3  | 189  | 0       | 0   | 0          | 0                                        | 0 |
| 17 | Andrew Blake              | Defensa       | 3  | 140  | 0       | 0   | 0          | 0                                        | 0 |
| 18 | Andre de Jong             | Mediocampista | 2  | 7    | 0       | 0   | 0          | 0                                        | 0 |
| 19 | Stuart Holthusen          | Delantero     | 2  | 36   | 1       | 0   | 0          | 0                                        | 0 |
| 20 | Noah Billingsley          | Delantero     | 4  | 268  | 1       | 2   | 0          | 0                                        | 0 |
| #  | Nombre                    | Posición      | PJ | Min. | Anotado | As. | Amonestado | Otorgado · Otorgado otra vez · Expulsado |   |
| 1  | Oliver Sail               | Portero       | 2  | 180  | -4      | 0   | 0          | 0                                        | 0 |
| 12 | Nik Tzanev                | Portero       | 2  | 180  | -3      | 0   | 0          | 0                                        | 0 |
| 21 | Damian Hirst              | Portero       | 0  | 0    | 0       | 0   | 0          | 0                                        | 0 |